# Năng lượng ở Kenya

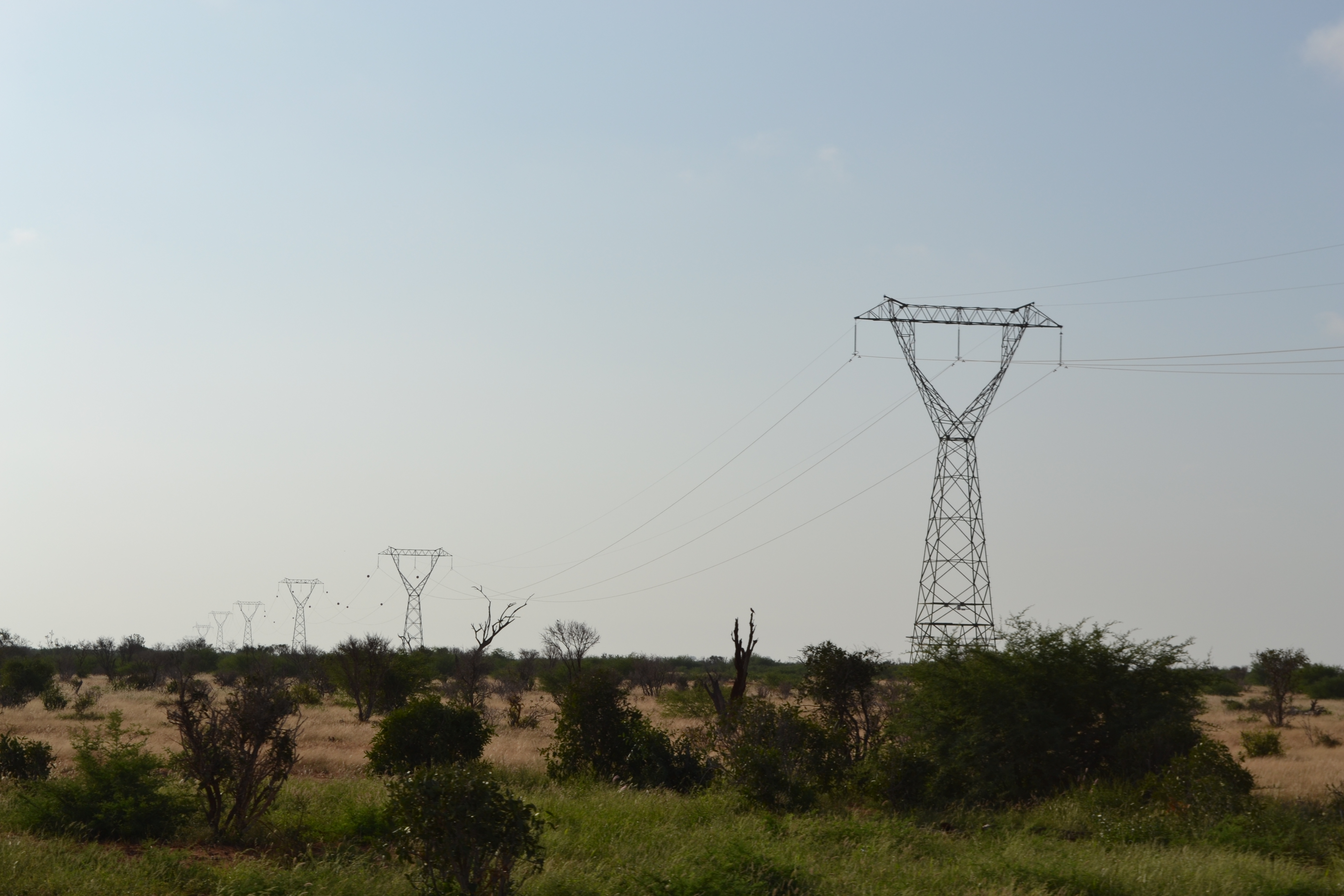
Đường truyền điện ở Kenya.

Năng lượng ở Kenya đề cập đến việc sản xuất, tiêu thụ, xuất nhập khẩu năng lượng và điện tại Kenya. Năng lượng điện được kết nối (điện lưới) hiệu quả tại Kenya là 2.299 MW vào tháng 3 năm 2015. Nguồn cung cấp điện chủ yếu là từ thủy điện và nhiên liệu hóa thạch (nhiệt điện).
Cho đến gần đây nước này thiếu đáng kể dự trữ trong nước về nhiên liệu hóa thạch. Nước nay trải đã qua nhiều năm phải nhập một lượng đáng kể dầu thô, và khí đốt. Điều này có thể thay đổi với những phát hiện về mỏ dầu trên Kenya mà từ đó chỉ cần dựa vào dầu nhập khẩu để đáp ứng 42% nhu cầu năng lượng còn lại của nước này vào năm 2010. Tính đến cuối tháng 6 năm 2016, 55% dân số của Kenya đã được kết nối mạng lưới điện quốc gia, đó là một trong những nước có tỉ lệ tiếp cận điện cao nhất ở châu Phi Hạ Sahara. Tuy vậy, tiêu thụ điện bình quân đầu người ở Kenya vẫn còn thấp.

## Điện năng

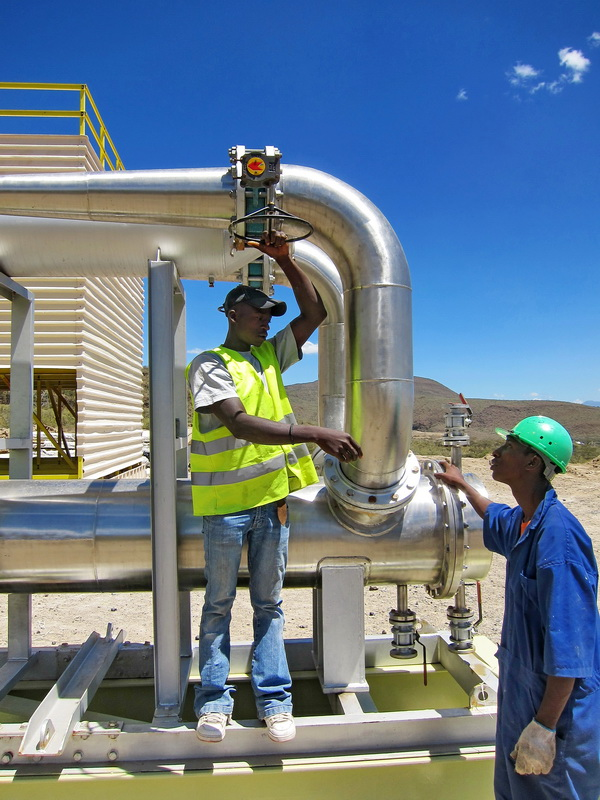
Công nhân tại nhà máy địa nhiệt Olkaria.